# We've Come for You All
We've Come for You All je deváté studiové album americké thrashmetalové skupiny Anthrax. Vyšlo 6. března 2003, v Evropě pod vydavatelstvím Nuclear Blast a v Severní Americe pod Sanctuary Records. Jedná se o první album skupiny s kytaristou Robem Caggianem a zároveň poslední studiové album se zpěvákem Johnem Bushem. Nahrávání probíhalo ve studiu v New Yorku a trvalo téměř rok.
Album obdrželo pozitivní hodnocení současných hudebních kritiků, mediální společnost About.com ho označila za album, které „postavilo skupinu na nohy“. Navzdory těmto úspěchům však album dosáhlo na žebříčku Billboard 200 jen na 122. pozici, s prodejem těsně pod 10 000 nosičů v prvním týdnu od vydání. Dodnes se ho ve Spojených státech prodalo přes 62 000 kusů. Bylo nominováno na ocenění Výjimečné hardrockové album na California Music Awards v roce 2004, ale prohrálo s eponymním albem skupiny Blink-182.

## Pozadí a nahrávání
Album vyšlo po pětileté pauze od Volume 8: The Threat Is Real (1998). Anthrax se rozhodli změnit vydavatelství a podepsali smlouvu s Nuclear Blast. Na otázku, zda se změna nahrávací společnosti na albu projeví, odpověděl kytarista Scott Ian: „Upřímně řečeno je mi to úplně jedno. Byznys je jedna věc a kreativita věc druhá. Nebyla to moc velká výzva, jen jsme chtěli vytvořit co nejlepší desku.“

## Vydání
Vydání alba bylo několikrát odloženo. Původně mělo vyjít 4. února 2003 v Evropě a Japonsku, v USA a Kanadě pak 24. února. Po prodloužení plánovaného data vydání pro země mimo Evropu a Japonsko vyvěsil bubeník Charlie Benante na oficiální stránky skupiny vysvětlení: „Nerad vám to říkám, ale vydání se odkládá až na 15. dubna. Od vydání Vol. 8 je to jenom 73 let, tak co udělá týden nebo dva navíc? Vydavatelství potřebuje víc času na propagaci.“ Později bylo oznámeno, že bylo odloženo i vydání pro Evropu, nejprve na 3. března a nakonec na 6. května 2003. Podle serveru Blabbermouth došlo k neshodě mezi vydavatelstvími Beyond Records a Sanctuary Records. Nakonec album vyšlo pod vydavatelstvím Sanctuary v Severní Americe a pod Nuclear Blast v Evropě.
S prodejem těsně pod 10 000 nosičů v prvním týdnu od vydání se album umístilo na 122. pozici žebříčku Billboard 200. Dodnes se ho ve Spojených státech prodalo přes 62 000 kusů. Kromě 95. pozice ve francouzském žebříčku alb se We've Come for You All jinde neumístilo. Jako reakci na nízké prodeje zveřejnil kytarista Scott Ian na stránkách kapely zprávu: „Stejně je to víc, než jsem po pěti letech čekal. Je to v podstatě stejná situace jako u alba Volume 8, a tohle bylo navíc propagováno převážně jen na internetu.“

## Kompozice
John Bush prohlásil, že deska není ve srovnání s předchozími příliš odlišná „Je to pořád album Anthrax s mnoha odlišnými částmi, které se mohou zamlouvat širokému publiku. Jsou zde rychlejší skladby i takové se spíše tanečním tempem. Prostě všechno, co můžete čekat od alba Anthrax. Bubeník Charlie Benante doplnil, že jsou na albu prvky předchozích nahrávek, ale zároveň kapela experimentovala a prozkoumávala „nové sféry“.

## Ohlas kritiky
We've Come for You All získalo po vydání pozitivní ohlasy; About.com jej označilo za album, které „postavilo skupinu znovu na nohy“. Johnny Loftus z Allmusic poukázal na tvrdý zvuk alba, který mu připomněl začátky skupiny Anthrax. Usoudil, že We've Come for You All bylo definitivním thrashmetalovým albem, v době, kdy alba tohoto žánru nebyla vůbec běžná.

## Seznam skladeb
Všechny skladby napsal(i) John Bush, Rob Caggiano, Scott Ian, Frank Bello and Charlie Benante, pokud není uvedeno jinak. 
| Pořadí | Název                                       | Délka |
| ------ | ------------------------------------------- | ----- |
| 1.     | Contact                                     | 1:15  |
| 2.     | What Doesn't Die                            | 4:10  |
| 3.     | Superhero                                   | 4:03  |
| 4.     | Refuse to Be Denied                         | 3:20  |
| 5.     | Safe Home                                   | 5:10  |
| 6.     | Any Place but Here                          | 5:49  |
| 7.     | Nobody Knows Anything                       | 2:57  |
| 8.     | Strap It On (Host: Dimebag Darrell)         | 3:32  |
| 9.     | Black Dahlia                                | 2:37  |
| 10.    | Cadillac Rock Box (Host: Dimebag Darrell)   | 3:41  |
| 11.    | Taking the Music Back (Host: Roger Daltrey) | 3:11  |
| 12.    | Crash                                       | 0:57  |
| 13.    | Think About an End                          | 5:09  |
| 14.    | W.C.F.Y.A.                                  | 4:12  |

| Pořadí | Název                                                                                 | Autor       | Délka |
| ------ | ------------------------------------------------------------------------------------- | ----------- | ----- |
| 15.    | We're a Happy Family (Coververze písně od Ramones, skrytá skladba začíná v čase 3:59) | Joey Ramone | 5:17  |

## Sestava
Zdroj: Allmusic
Anthrax
- John Bush – zpěv
- Rob Caggiano – sólová kytara, doprovodné vokály
- Scott Ian – doprovodná kytara, doprovodné vokály
- Frank Bello – basová kytara, doprovodné vokály, zpěv ve skladbě „Crash“[14]
- Charlie Benante – bicí, elektrická a akustická kytara

Hosté
- Dimebag Darrell – kytara ve skladbách „Strap It On“ a „Cadillac Rock Box“
- Roger Daltrey – vokály ve skladbě „Taking the Music Back“